# Klára Würtz
Klára Würtz (* 1965 in Budapest) ist eine ungarische klassische Pianistin. Sie lebt seit 1996 in Amsterdam und ist Dozentin für Piano am Utrechts Conservatorium.

## Leben
Klára Würtz ist die Tochter des Kunstmalers Ádám Würtz und seiner Frau Klára. Bereits mit fünf Jahren begann sie das Klavierspiel und galt als Wunderkind. Bei dem Hungarian Radio and Television Children's Chorus trat sie als Kind als Begleitpianistin auf. 1979, mit 14 Jahren, trat sie der Begabtenklasse der Franz-Liszt-Musikakademie in Budapest bei und wurde dort von Zoltán Kocsis, Ferenc Rados und György Kurtág unterrichtet.
Einen Durchbruch erreichte sie 1985 mit dem Ersten Preis beim Concorso pianistico internazionale Ettore Pozzoli in Seregno, Italien. 1988 war sie mit einem Werk von Schubert eine der Preisträger bei dem Klavierwettbewerb Dublin International Piano Competition. Ein Jurymitglied, Vertreter der Columbia Artists Management, bot ihr einen Vertrag für ein Klassikmusikprojekt in den Vereinigten Staaten an. 1989 beendete sie ihr Studium mit cum laude und gründete 1990 mit Joan Berkhemer und Nadia David das Klaviertrio Amsterdam, später spielte sich auch mit der Cellistin Timora Roller im Duo.
1991 ging sie in die USA und gab mehr als 100 Konzerte in 38 Bundesstaaten. Auf Einladung von Pieter van Winkel, Gründer von Brilliant Classics und ihrem späteren Ehemann, übernahm sie die Einspielung der Mozart-Sonaten, Aufzeichnung in der Maria Minor, einer Mozart-Gesamtausgabe und wurde öfters von der Plattenfirma als "Hauspianistin" beschäftigt. Die Produkte lagen im Billigpreissegment und wurden durch die niederländische Drogeriekette Kruidvat vertrieben, was ihr zu einer größeren Bekanntheit verhalf.
Im Jahr 2001 tourte sie mit der Nordwestdeutschen Philharmonie in den Niederlanden, in Deutschland gab sie Schumann-Klavierkonzerte. Unter der Leitung von Bernard Haitink spielte sie Mozart mit dem Boston Symphony Orchestra in der Carnegie Hall in New York City und in der Boston Symphony Hall in Boston, Massachusetts.
Nach der Geburt einer Tochter 2004 pausierte sie längere Zeit wegen einer Sehnenentzündung der Hände. Im Mozartjahr 2006 wurde sie zu den Salzburger Festspielen eingeladen.

## Diskografie
Ihre Aufnahmen beinhalten vornehmlich Werke der Klassik und Romantik: Mozart, Beethoven, Brahms, Schubert, Schumann, Tschaikowski sowie Béla Bartók.

### Alben
- 1999: Bartók: Piano Works. CD, Globe. Enthält 15 ungarische Bauerntänze Sz 71 BB 79 und die 153 Stücke des Mikrokosmos Sz 107 BB 105.
- 2002: Schumann: Piano Works, Vol. 1. 3 CD, Brilliant
- 2005: Klára Würtz piano. Mozart, Schubert, Schumann, Rachmaninoff. 4 Hybrid CD, Brilliant
- 2007: Rachmaninoff: Piano Concerto No. 2; Schumann: Piano Concerto. CD, Brilliant Classics. Enthält Rachmaninow op. 18 und Schumann op. 54.
- 2010: Mozart: Piano Concertos K. 467 „Jeunehomme“ & K. 271, mit Prima La Musica (Kammerorchester), Dirk Vermeulen (Dirigent). CD, Brilliant Classics
- 2011: Schubert: Impromptus. CD, Piano Classics
- 2012: The Bartók Album, CD, Piano Classics
- 2012: Beethoven: Complete violin sonates, mit Kristóf Baráti (Violine), 4 CD, Brilliant Classics – Platz 97 der niederländischen Album Top 100[3]
- 2013: Beethoven: Cello Sonatas & Variations complete, mit Timora Rosler (Cello). 2 CD, Brilliant Classics
- 2014: Schubert: Piano Sonata in B flat D960. Piano Sonata in A D 664. CD, Piano Classics
- 2014: Schumann: Fantasiestücke Op. 12, Waldszenen Op. 82, Arabeske Op. 18, Kinderszenen Op. 15. CD, Brilliant Classics